# Grzymiszew
Grzymiszew is een plaats in het Poolse district  Turecki, woiwodschap Groot-Polen. De plaats maakt deel uit van de gemeente Tuliszków en telt 740 inwoners.

## Verkeer en vervoer
- Station Grzymiszew